# NGC 2045
NGC 2045 is een ster in het sterrenbeeld Stier. Het hemelobject werd op 23 januari 1832 ontdekt door de Britse astronoom John Herschel. Van deze ster werd aanvankelijk verondersteld dat ze in nevelachtigheid was gehuld, en aldus kreeg ze een plaatsje in de New General Catalogue.

## Synoniemen
- HD 38263
- SAO 94827